# Susanne Bentzien
Susanne Bentzien (* 1957, nach eigenen Angaben 1958) ist eine deutsche Schauspielerin, Schauspiellehrerin und Rezitatorin.

## Leben

### Ausbildung und Theater
Bentzien absolvierte von 1976 bis 1981 ihre Schauspielausbildung an der Max-Reinhardt-Schule (heute: Universität der Künste) in Berlin. Sie hatte anschließend Theaterengagements bei den Ruhrfestspielen Recklinghausen (1982) und am Theater Essen (1983; als Stella in Endstation Sehnsucht).
Von 1984 bis 1990 war sie festes Ensemblemitglied am Schauspielhaus Zürich. Dort spielte sie u. a. Viktoria in Das Kaffeehaus von Carlo Goldoni (1984; Regie: Jiří Menzel), Vicky Brooke in Nackter Wahnsinn von Michael Frayn (1985; Regie: Otto Sander/Peter Fitz), Julia in Maß für Maß (1985; Regie: Arie Zinger), Fanchette in Figaro läßt sich scheiden (1986; Regie: Fred Berndt) und Cecily in Bunbury (1988; Regie: Gerhard Klingenberg), zudem Celia in Volpone (1985; Theater am Neumarkt Zürich, Regie: Roberto Guicciardini).
Weitere Engagements folgten an der Komödie Düsseldorf (1991), am Staatstheater Stuttgart (1992; als Regan in König Lear, Regie: Jürgen Bosse) und bei den Schlossfestspielen Ettlingen (1993; als „Die Schauspielerin“ in Arthur Schnitzlers Schauspiel Der Reigen).

### Film und Fernsehen
Seit Anfang der 1990er Jahre arbeitete Bentzien hauptsächlich für das Fernsehen, gelegentlich auch für den Film.
In dem Tatort- und Polizeiruf-110-Krimi Unter Brüdern (1990) spielte sie die Berliner Kunsthändlerin Dr. Viola Bender, die die Kommissare Grawe und Fuchs bei der Aufklärung des Falles unterstützt. In dem Kinofilm Der grüne Heinrich (Schweiz/Deutschland/Frankreich 1992/1993), einer Verfilmung des gleichnamigen Romans von Gottfried Keller, spielte sie unter der Regie von Thomas Koerfer die Rolle der schönen Rosalie.
In der Fernsehserie Stadtklinik hatte sie von 1993 bis 1994 eine durchgehende Serienrolle als Krankenschwester Andrea Pohl. Weitere Serienrollen übernahm sie später in Für alle Fälle Stefanie (1996), Frauenarzt Dr. Markus Merthin (1997; als neue Ärztin Dr. Rita Sentrop) und Tierarzt Dr. Engel  (1998–2001; als Bettina von Karlshagen).
In der Krimikomödie Der Doppelgänger (1997), spielte sie, an der Seite von Jürgen Heinrich als Versicherungsvertreter Claus Hoffmann, dessen Ehefrau. In dem Fernsehfilm Die heilige Hure (1998) übernahm sie die Rolle der Domina Carola.
Episodenrollen hatte sie in den Fernsehserien Dr. Stefan Frank – Der Arzt, dem die Frauen vertrauen (1996; als Marion Hansen, eine schwangere Patientin, die mit Anfang 40 Zwillinge erwartet), Ein Mord für Quandt (1997), SOKO 5113 (1999), Der Landarzt (2001), In aller Freundschaft (2002; als Schauspielerin Constanze Haas), Schlosshotel Orth (2002; als Frau Müller-Dalbert, Ehefrau des Starkochs Müller-Dalbert), Alarm für Cobra 11 – Die Autobahnpolizei (2002; als Staatsanwältin Dr. Regina Wolf), Der Bulle von Tölz (2004) und SOKO Kitzbühel (2007; als Sprechstundenhilfe Christa Jentsch).
In dem Fernsehfilm Ein Fall von Liebe (2009) spielte sie Gudrun Kramer, die loyale Bürovorsteherin und Sekretärin des Rechtsanwalts Dr. Florian Faber (Francis Fulton-Smith). Ihre Rolle spielte in den beiden weiteren Filmen Saubermänner (2011) und Ein Fall von Liebe – Annas Baby (2014) dann jeweils Kerstin Reimann.
Im Januar 2018 war Bentzien in der ZDF-Krimiserie SOKO Wismar in einer Episodenhauptrolle zu sehen; sie spielte eine Ehefrau, die zur Mörderin wird, nachdem sie feststellen muss, dass ihr Ehemann eine homosexuelle Liebe zu seinem Trainingspartner entwickelt hat.

### Lesungen und Rezitation
Seit den 1990er Jahren tritt Bentzin mit Lesungen und als Rezitatorin auf. Sie gab Solo-Programme mit Texten von Robert Musil (1999; Der Mann ohne Eigenschaften), Bertolt Brecht und Ruth Berlau (1999; Briefe und Liebesgedichte), Leo Tolstoi (Die Kreutzersonate), Sofia Tolstoia (Eine Frage der Schuld), Olga Knipper/Anton Tschechow (Liebesbriefe), Tania Blixen (Babettes Fest), Ernst Jandl (1995), Umberto Eco und mit Griechischer Literatur.

### Lehrtätigkeiten
Bentzien ist seit 1996 als Schauspiellehrerin, Schauspielcoach und Dozentin tätig. Seit 2000 hat sie einen Lehrauftrag für Schauspiel am Schauspiel München. Weiters ist sie Dozentin an der Bayerischen Theaterakademie in München für den Bereich „Theater und Schule“.
Von 2004 bis 2012 nahm Bentzien verschiedene Lehrtätigkeiten im Ausland an; sie lebte in dieser Zeit in der Schweiz. Sie war Lehrbeauftragte für Schauspiel und Sprache an der Europäischen Filmschauspielschule in Zürich, seit 2011 Dozentin für Theater an der Musikschule Konservatorium Zürich (MKZ) und Dozentin für Schauspiel und Sprache an der Stage Academy of Switzerland. Sie inszenierte in dieser Zeit diverse, eigene Theaterprojekte.
2013 kehrte Bentzien nach Deutschland zurück, wo sie ihre Lehrtätigkeit weiter fortsetzte, u. a. als Dozentin für Theater und als Dozentin für Sprache und Stimmbildung. Sie arbeitet mittlerweile hauptsächlich als Coach für Schauspiel-, Sprach- und Stimmbildung für Schauspieler und Sänger.

### Privates
1990 absolvierte sie ein Studium in Kunst- und Ausdruckstherapie am Lesley College in Zürich. Bentzien lebt in München.

## Filmografie (Auswahl)
- 1990: Unter Brüdern (Fernsehfilm)
- 1991: Dobrodruzství kriminalistiky (Fernsehserie)
- 1992: Vogel und Osiander (Fernsehserie)
- 1993: Der grüne Heinrich (Kinofilm)
- 1993–1994: Stadtklinik (Fernsehserie; Serienrolle)
- 1995: Gezeiten der Liebe (Fernsehserie; Serienrolle)
- 1996: Dr. Stefan Frank – Der Arzt, dem die Frauen vertrauen (Fernsehserie, Folge: Auf Leben und Tod)
- 1996: Für alle Fälle Stefanie (Fernsehserie; Serienrolle)
- 1997: Der Doppelgänger (Fernsehfilm)
- 1997: Ein Mord für Quandt (Fernsehserie; Folge: Der Prinzgemahl)
- 1997: Frauenarzt Dr. Markus Merthin (Fernsehserie; Serienrolle)
- 1997: Beichtstuhl der Begierde (Fernsehfilm)
- 1998: Die heilige Hure (Fernsehfilm)
- 1998–2001: Tierarzt Dr. Engel (Fernsehserie; Serienrolle)
- 1999: SOKO 5113 (Fernsehserie; Folge: Alles aus LIebe)
- 1999: Die Straßen von Berlin (Fernsehserie; Folge: Blutwurst und Weißwein)
- 2001: Der Landarzt (Fernsehserie; Folge: Muntermacher)
- 2002: In aller Freundschaft (Fernsehserie; Folge: Verlockendes Angebot)
- 2002: Schlosshotel Orth (Fernsehserie; Folge: Der Kochkurs)
- 2002: Alarm für Cobra 11 – Die Autobahnpolizei (Fernsehserie; Folge: Späte Rache)
- 2004: Der Bulle von Tölz: Sport ist Mord
- 2007: SOKO Kitzbühel (Fernsehserie; Folge: Ein Bombengeschäft)
- 2009: Ein Fall von Liebe (Fernsehfilm)
- 2009: Im Sog der Nacht (Kinofilm; Schweiz)
- 2017: Hubert und Staller (Fernsehserie; Folge: Neapel hören und sterben?)
- 2018: SOKO Wismar (Fernsehserie; Folge: Fit für die Ewigkeit)